# Abdellah Benmenni
Abdellah Benmenni (né le 19 août 1986) est un joueur de handball algérien. Il évolue au sein du Mouloudia Club d'Alger GS Pétroliers et de l'équipe nationale d'Algérie,
Il participe notamment au Championnat du monde  2015. Et championnat d'Afrique des nations handball 2016 et 2018.

## Palmarès

### avec l'Équipe d'Algérie
Championnat du monde de handball
- 24e au championnat du monde 2015 ( Qatar)
- 22e au Championnat du monde 2021 ( Égypte)

Championnat d'Afrique
- Demi-finaliste au Championnat d'Afrique 2016 ( Égypte)
- 6e place au Championnat d'Afrique 2018 ( Gabon )